# Dominika Zaręba

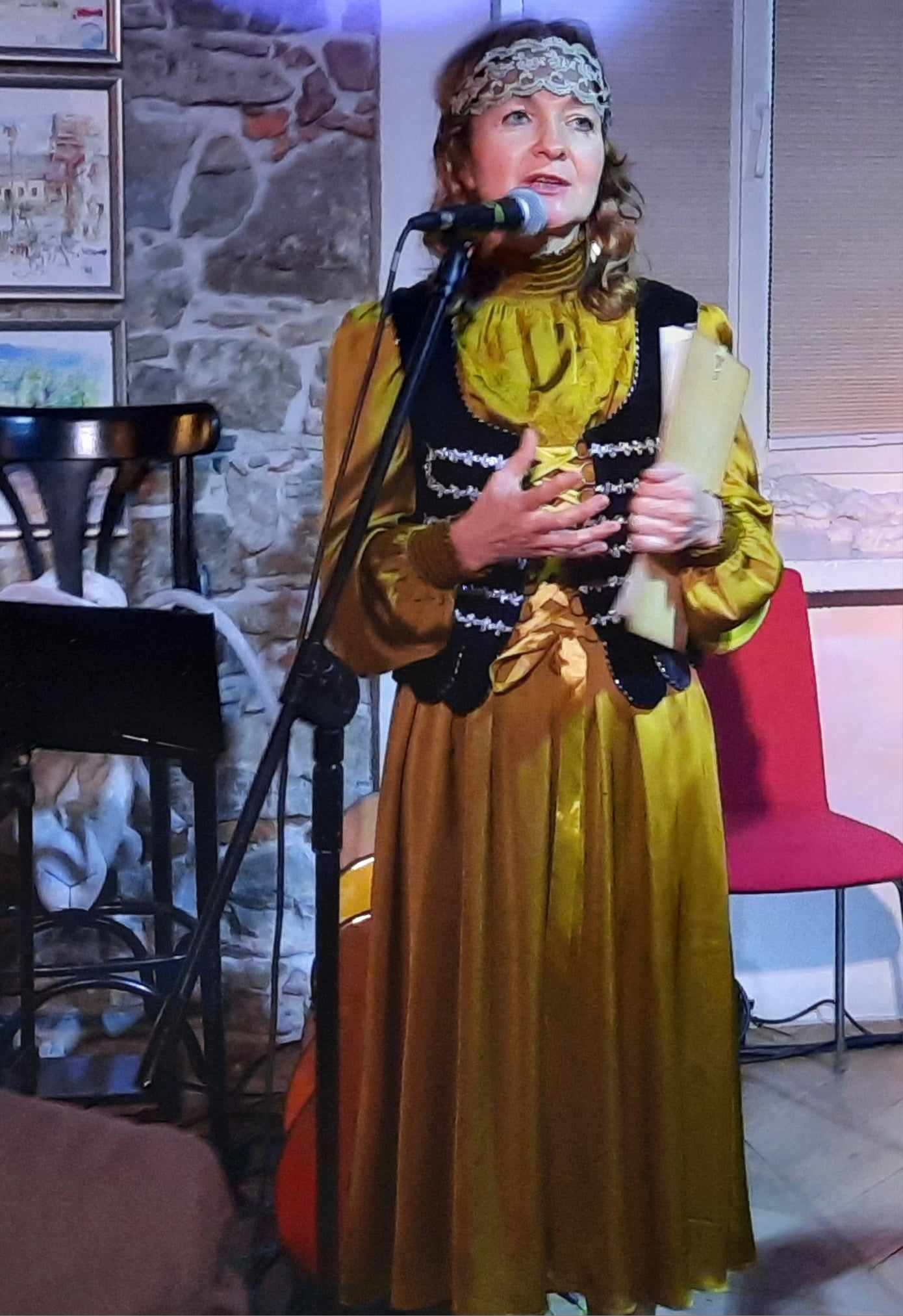
Otrzymanie Tytułu XX Anioła Lanckorony

Dominika Zaręba (ur. 20 sierpnia 1973 w Krakowie) – polska publicystka i pisarka, ekonomistka, propagatorka ekoturystyki, działaczka organizacji ekologicznych, autorka pierwszej w Polsce książki o ekoturystyce.

## Życiorys
Dominika Zaręba jest absolwentką Wydziału Zarządzania i Marketingu, kierunek Turystyka Uniwersytetu Ekonomicznego w Krakowie (1998).
Od 1997 roku współpracuje z organizacjami ekologicznymi w Polsce i na świecie, w tym takimi jak: Fundusz Partnerstwa, Environmental Partnership Association, European Greenways Association, Global Ecotourism Network. W 1999 roku, razem z Tomaszem Ostrowskim założyła Wydawnictwo Bezdroża.
W 2000 roku nakładem Wydawnictwa Naukowego PWN ukazało się pierwsze wydanie książki „Ekoturystyka” pod patronatem Narodowego Funduszu Ochrony Środowiska i Gospodarki Wodnej. Książka stała się pomocą dydaktyczną na uczelniach wyższych o profilu ekonomicznym, ekologicznym i turystycznym w Polsce i za granicą.
W latach 1999–2008 tworzyła Program Central European Greenways w Polsce i Europie Środkowo-Wschodniej, inicjując powstanie ruchu greenways na Białorusi i w Ukrainie.
Prowadzi autorską stronę o ekopodróżowaniu.
Autorskie fotografie prezentowała podczas indywidualnych wystaw m.in. w Międzynarodowym Centrum Kultury w Krakowie, Pałacu pod Baranami, Muzeum Etnograficznym w Krakowie, Bibliotece Sopockiej, Teatrze im. Ludwika Solskiego w Tarnowie, Instytucie Polskim w Mińsku na Białorusi.

## Nagrody
W 2005 roku zdobyła II Nagrodę w konkursie fotograficznym „Kraków – miejsca magiczne” organizowanym przez Międzynarodowe Centrum Kultury w Krakowie, a w 2009 Nagrodę Magellana przyznawaną przez Magazyn Literacki „Książki”, wyróżnienie w kategorii „przewodnik ilustrowany” za książkę: „Majorka, Minorka, Ibiza oraz Formentera. Baleary – archipelag marzeń” (Wyd. Bezdroża).
W 2023 roku była finalistką 5 edycji konkursu „Zwyrtała 2023” – za najlepszy pomysł promujący czytanie w ramach Międzynarodowego Festiwalu Literatury Dziecięcej Rabka Festival 2023 za projekt za projekt „Dolibuk – lanckoroński krasnoludek i bajkopisarz” oraz otrzymała tytuł XX Anioła Lanckorony.
W 2024 roku jej książka "Małopolska w rytmie eko. Przewodnik ekoturystyczny" zdobyła I Nagrodę w Konkursie Róża Regionów przyznawaną podczas targów TOUR SALON w Poznaniu przez magazyn Wiadomości Turystyczne. 

## Książki
- Sawicki J., Stoczkiewicz M., Zaręba D., Rekompensaty ekologiczne. Motywacje i propozycje, Zeszyty Problemowe Sekcji Parków Narodowych, z. 6, Polski Klub Ekologiczny, Sekcja Parków Narodowych, Kraków 1998
- Sawicki J., Zaręba D., Społeczności lokalne a tereny prawnie chronione. Materiały z Warsztatów Terenowych, Zeszyty Problemowe Sekcji Parków Narodowych, z. 7, Polski Klub Ekologiczny, Sekcja Parków Narodowych, Kraków – Zawoja 1998
- Zaręba D., Ekoturystyka, wyd. I, 2000; wyd. II, 2008; wyd. III, 2010; wyd. IV 2020, Wydawnictwo Naukowe PWN, Warszawa
- Zaręba D., Ostrowski T., Mongolia. Nie tylko step, Wyd. Bezdroża, Kraków 2000
- Zaręba D. (red.), Ludzie i Park. Współpraca i rozwój. Budowanie partnerstwa i poparcia społecznego dla parków narodowych, Zeszyty Problemowe Sekcji Parków Narodowych, Zeszyt nr 8, Polski Klub Ekologiczny, Kraków-Zawoja 2002
- Zaręba D. (red.), Lanckorona. Miasteczko na wzgórzu, Bezdroża – Amistad, Kraków 2002, 2003, 2004, 2007
- Zaręba D. (red.), Kobiety z fantazją I i II, Stowarzyszenie Ekologiczno-Kulturalne na Bursztynowym Szlaku, Fundacja Partnerstwo dla Środowiska, Kraków-Lanckorona, 2004, 2005
- Zaręba D. i in. (red.), Zielone szlaki – greenways. Praktyczny poradnik, Fundacja Partnerstwo dla Środowiska, Environmental Partnership for Sustainable Development, Kraków-Brno 2007
- Zaręba D. (red.), Zielone Szlaki – Greenways dla Białorusi. Зелёные маршруты – зялёныя шляхi (greenways) для Беларуси, Zeszyty Tematyczne Programu Zielone Szlaki – Greenways, Fundacja Partnerstwo dla Środowiska, Kraków-Mińsk 2005
- Zaręba D., Majorka, Minorka, Ibiza i Formentera. Baleary – archipelag marzeń, Wyd. Bezdroża-Helion, Kraków-Gliwice 2009, 2013
- Zaręba D. Katalonia. Costa Brava i Costa Dorada. W krainie Gaudiego i Salvadora Dali, Wyd. Bezdroża-Helion, Kraków-Gliwice 2010
- Zaręba D., Bzowski K., Bursztynowy Szlak Greenways. Przyroda, tradycja, ludzie. Przewodnik ekoturystyczny, Amistad, Fundacja Partnerstwo dla Środowiska, Kraków 2010
- Zaręba D., Barcelona. Przewodnik-celownik, Kraków-Gliwice 2010
- Zaręba D. Majorka. Travelbook, Wyd. Bezdroża-Helion, Kraków-Gliwice 2007, 2014, 2022
- Zaręba D., Majorka, Minorka, Ibiza, Michelin, Gliwice, 2016
- Zaręba D., Jamróz A., Mój Dziennik Podróży, Wyd. Bezdroża – Helion, Gliwice 2016
- Zaręba D. Katalonia, Costa Brava i Costa Dorada. Travelbook, Kraków-Gliwice 2014, 2017
- Zaręba D., Alicante i Costa Blanca. Travelbook, Kraków-Gliwice 2016, 2018, 2019
- Zaręba D., Katalonia. Travel&Style, Wyd. Bezdroża-Helion, Kraków-Gliwice 2020
- Zaręba D. (red.), Styczyński M., Stary Sącz. Karpackie miasteczko z klimatem, Urząd Miasta i Gminy Stary Sącz, Amistad, Kraków-Stary Sącz 2020
- Zaręba D., Ekoturystyka i turystyka zrównoważona. Zbiór dobrych praktyk, Fundusz Partnerstwa 2021
- Zaręba D., Kędziera C., Przygody Dolibuka. Lanckorońskiego krasnoludka: Zaczarowany fotel, Atitlan, Kraków-Lanckorona 2021
- Zaręba D., Małopolska w rytmie eko. Przewodnik ekoturystyczny, Urząd Marszałkowski Woj. Małopolskiego, Fundusz Partnerstwa, Kraków 2022 i 2023
- Zaręba D., Lisek A., Dziennik moich podróży, Wyd. Bezdroża – Helion, Gliwice 2023
- Zaręba D., Szmigielski P. (red.), Kultura i Natura. Społeczności lokalne dla dziedzictwa: dobre praktyki w Europie Środkowej, Fundusz Partnerstwa, Kraków 2023

Źródło: Academia.edu.